# Diocèse de Cesena-Sarsina
Le diocèse de Cesena-Sarsina (en latin : Dioecesis Caesenatensis-Sarsinatensis ; en italien : Diocesi di Cesena-Sarsina) est un diocèse de l'Église catholique en Italie, suffragant de l'archidiocèse de Ravenne-Cervia et appartenant à la région ecclésiastique d'Émilie-Romagne.

## Territoire
Il est situé dans la province de Forlì-Cesena, le reste de cette province étant dans les diocèses de Faenza-Modigliana et de Forlì-Bertinoro et dans l'archidiocèse de Ravenne-Cervia. Son territoire couvre 1 530 km2 divisé en 95 paroisses regroupées en 6 archidiaconés. L'évêché est à Cesena avec la cathédrale Saint-Jean-Baptiste. À Sarsina, se trouve la cocathédrale de Saint-Vicine.

## Histoire
Le diocèse actuel est fondé le 30 septembre 1986 par l'union des diocèses de Cesena et de Sarsina par le décret Instantibus votis de la congrégation pour les évêques.

### Diocèse de Cesena
Selon la tradition, le diocèse de Cesena est érigé au Ier siècle. Les premiers évêques historiquement documentés sont Noël II et Concorde II, mentionnés dans les lettres de Grégoire le Grand, entre la fin du VIe siècle et le début du VIIe siècle.
En 1159, par la bulle Ad hoc sumus, le pape Alexandre III confirme tous les privilèges, possessions et juridictions de l'église de Cesena, et place le diocèse sous exemption. À partir du XVIe siècle, Cesena fait partie de la province ecclésiastique de l'archidiocèse de Ravenne. En 1241, l'ancienne cathédrale de Cesena située près du château, est livrée à l'empereur Frédéric II qui démolit les deux bâtiments. Le 27 mai 1357, Marzia degli Ubaldini surnommée Cia, épouse de François II Ordelaffi, ennemie des évêques de Césène, ordonne l'incendie du campanile de la cathédrale et du palais épiscopal ; plusieurs maisons de Cesena sont également détruites.
En 1376, les troupes mercenaires de John Hawkwood, personnellement dirigées par Robert, cardinal de Genève et futur antipape Clément VII, s'emparent de Césène, qui refuse de se soumettre aux États pontificaux, tuant des centaines de personnes et expulsant tous ses habitants. En 1378, le pape Urbain VI autorise construction d'une nouvelle cathédrale, qui est construite à partir de 1408. L'érection du séminaire en 1569 sont dus à Mgr Gualandi. Plusieurs synodes diocésains sont célébrés par les évêques de Césène au cours des siècles suivants.
Le 7 octobre 1975, par un décret de la congrégation des évêques, le diocèse de Sansepolcro cède à Cesena les paroisses de la Valle del Savio comprises dans les communes de Bagno di Romagna et Verghereto.

### Diocèse de Sarsina
Les origines de l'Église sarsinienne sont incertaines. Sa fondation est attribuée traditionnellement au IVe siècle, à l'époque du proto-évêque saint Vicine (it), actuel saint patron du diocèse. L'église de Sarsina est enrichie de nombreux honneurs, privilèges et concessions par l'empereur Conrad II en 1026, à l'époque de l'évêque Hubert Ier.
En 1220, l'empereur Frédéric II accorde à l'évêque Albéric et à ses successeurs le droit féodal sur plus de soixante-dix châteaux et pagus du territoire. Cela conduit à une augmentation du prestige et de la richesse de l'église de Sarsina mais provoque également des conflits pour la domination et le contrôle de ces terres. En 1265, l'évêque Guido est tué pour avoir voulu défendre les biens ecclésiastiques contre les tentatives d'usurpation d'Alessandro Aldobrandi et de Renerio. Au XIVe siècle, les possessions temporelles de l'église de Sarsina sont également menacées par les Ordelaffi, avec le soutien de certains membres de la curie romaine. La juridiction sur la ville de Sarsina passe à la chambre apostolique, mais en 1372, l'évêque Giovanni Numai la recouvre pour lui et ses successeurs par une sentence confirmée par le pape Grégoire XI deux ans plus tard.
De 1380 jusqu'au XIVe siècle, Sarsina et les châteaux environnants sont de nouveaux soumis à la seigneurie des Ordelaffi, qui les gardent jusqu'en 1406, lorsque la ville passée sous les Malatesta et que les évêques voient leur pouvoir féodal définitivement établi. En 1515, l'évêque Galeazzo Corbara convient avec les dirigeants de la municipalité de Sansepolcro d'y transférer le siège du diocèse, qui prend le nom de Sansepolcro et Sarsina. Malgré l'approbation du pape Léon X, le projet ne se réalise pas, probablement en raison du manque de soutien de la République florentine, qui préfère attribuer l'ensemble du territoire au diocèse de Sansepolcro.
Au XVIIe siècle, Mgr Nicolò Brauzi a l'idée de réclamer ses anciens droits temporels et son exemption à la Chambre apostolique. C'est peut-être pour cette raison, qu'il est emprisonné pendant de nombreuses années par le pape Paul V dans les prisons de château Saint-Ange. Suivant les indications du concile de Trente, l'évêque Carlo Bovio créé le séminaire diocésain en 1643. Lors de la domination napoléonienne, le diocèse de Sarsina est supprimé par l'autorité civile, mais il est restauré avec la chute du gouvernement français.
Le 28 août 1824, par la bulle Dominici gregis du pape Léon XII, le siège de Sarsina est uni à celui de Bertinoro en raison de la pauvreté de la mense épiscopale. L'union, particulièrement problématique en raison de la difficulté de communication entre les deux sièges, est révoquée vers 1872, lorsque le diocèse de Sarsina retrouve son propre évêque. Le 7 juillet 1850, il cède une partie de son territoire au profit de l'érection du diocèse de Modigliana (aujourd'hui diocèse de Faenza-Modigliana). Ces paroisses lui sont rendus le 25 mars 1908, en vertu du décret de la congrégation des évêques.

### Diocèse de Cesena-Sarsina
Le 1er mai 1976, Augusto Gianfranceschi, évêque de Cesena, est également nommé évêque de Sarsina, unissant les deux sièges in persona episcopi. Le 30 septembre 1986, en vertu du décret Instantibus votis de la congrégation des évêques, l'union plénière des deux diocèses est établie et la nouvelle circonscription ecclésiastique prend son nom actuel.

## Sources
- Catholic Hierarchy

### Articles liés
- Liste des diocèses et archidiocèses d'Italie
- Église catholique en Italie